# 詹弗兰科·贝尔萨尼
詹弗兰科·贝尔萨尼（義大利語：Gianfranco Bersani，1919年1月2日—1965年12月19日），生于博洛尼亚，意大利男子篮球运动员。他曾代表意大利参加1948年夏季奥林匹克运动会篮球比赛，获得第十七名。